# Udu-Ai (Aldeia)
Udu-Ai (Uduai) ist eine osttimoresische Aldeia im Suco Carabau (Verwaltungsamt Bobonaro, Gemeinde Bobonaro). 2015 lebten in der Aldeia 1044 Menschen.

## Geographie
Udu-Ai liegt im Westen des Sucos Carabau. Südöstlich befindet sich die Aldeia Tasibalu und nordöstlich die Aldeia Nunubuti. Im Süden grenzt Udu-Ai an den Suco Lepo, im Westen an den Suco Lourba und im Norden an den Suco Tebabui. An der Grenze zu Tasibalu fließt der Loumea. Die Überlandstraße von Maliana nach Zumalai durchquert die Aldeia Udu-Ai. An ihr liegen die Häuser  des Dorfes Udu-Ai in mehreren Gruppen verteilt. Im Norden befinden sich im Dorf der Sitz des Sucos Carabau, die Kapelle Nossa Senhora de Fatima Carabau, der Markt von Carabau und ein kleiner Friedhof. Südöstlich des Dorfes Udu-Ai liegt der Berg Udu-Ai (880 m). Auf dem Berg befindet sich eine Sendeanlage der Telkomcel.

## Politik
2023 wurde Julio de J. da Costa Maia zum Chefe de Aldeia gewählt.